# Список керівників держав 153 року
В даній статті представлені керівники державних утворень. Також фрагментарно зазначені керівники нижчих рівнів. З огляду на неможливість точнішого датування певні роки владарювання наведені приблизно.
Список керівників держав 153 року — це перелік правителів країн світу 153 року.
Список керівників держав 152 року — 153 рік — Список керівників держав 154 року — Список керівників держав за роками

## Європа
- Боспорська держава — цар Реметалк I (132-154)
- Ірландія — верховний король Конн Сто Битв (123-157)
- Римська імперія
  - імператор Антонін Пій (138-161)
    - консул Луцій Фульвій Русцій Гай Бруттій Презент (153)
    - консул Авл Юній Руфін (153)
      - Верхня Германія — Гай Попілій Кар Педон (152-155)
      - Нижня Германія — Гней Юлій Вер (152-158)
      - Дакія — Марк Седацій Северіан (150-152/153)
      - Далмація — Тит Пріферній Пает Розіан Гемін (153-156)
      - Лузітанія — Авл Авілій Уринацій Квадрат (151-154)
      - Верхня Мезія — Квінт Фуфілій Корнут (151/152-153/154)
      - Нижня Мезія — Квінт Егрілій Пларіан (152-155)
      - Верхня Паннонія — Клавдій Максим (150-155)
      - Нижня Паннонія — Марк Ноній Макрін (150-153)
      - Реція — Квінт Байєн Блассіан (150-153)
      - Фракія — Гай Юлій Комод Орфітіан (152-155)

## Азія
- Аракан (династія Сур'я) — раджа Сана Сур'я (146-198)
- Близький Схід
  - Бану Джурам (Мекка) — шейх Аль-Харіс (150-160)
  - Велика Вірменія — цар Вагарш I Сохемос (144-161)
  - Хим'яр — цар Дхамаалі Юхабірр I (145-160)
- Іберійське царство — цар Фарасман III (135-185)
- Індія
  - Кушанська імперія — великий імператор Хувішка I (140-183)
  - Царство Сатаваханів — магараджа Вашиштіпутра Пулумайї (136-158/164)
- Китай
  - Династія Хань — імператор Лю Чжи (146-168)
    - шаньюй південних хунну Їлінжоші Чжуцю (147—172)
- Корея
  - Когурьо — тхеван (король) Чхатхе (146-165)
  - Пекче — король Керу (128-166)
  - Сілла — ісагим (король) Ільсон (134-154)
  - Осроена — Ма'ну VIII (139-163)
- Персія
  - Парфія — шах Вологез III (148-192)
- Сипау (Онг Паун) — Сау Кам К'яу (127-207?)
- Харакена — цар Орабаз II (150/151-165)
- плем'я Хунну — шаньюй Цзюйцзюйр (147-172)
- Японія — тенно (імператор) Сейму (131-191)
  - Азія — Гай Юлій Север (152-153)
  - Каппадокія — Марк Кассій Аполлінар (151-154)
  - Сирія — Марк Понтій Леліан Ларцій Сабін (150-154)

## Африка
- Царство Куш — цар Адекеталі Такідеамані (146-165)
  - Африка — Луцій Мініцій Натал Квадроній Вер (153-154)
  - Єгипет — Луцій Мунацій Фелікс (150-154)